# Tanakorn Dangthong
Tanakorn Dangthong (tiếng Thái: ธนากร แดงทอง, sinh ngày 30 tháng 9 năm 1990) còn được biết với tên đơn giản Bee (tiếng Thái: บี), là một cầu thủ bóng đá người Thái Lan thi đấu ở vị trí tiền đạo cho câu lạc bộ tại Giải bóng đá Ngoại hạng Thái Lan Army United.